# Gone Again
Gone Again — шестой студийный альбом Патти Смит, изданный в 1996 году на лейбле Arista Records. Занял 13-е место в топе Mojo Magazin: Albums of the Year 1996. В мае 1999 года Rolling Stone включил его в «The Essential Recordings of the '90s» (Главные записи 90-х).

## Об альбоме
За два года до выхода альбома, в 1994 г., неожиданно скончались с промежутком всего лишь в месяц муж певицы Фред «Соник» Смит и её брат Тодд (оба — от сердечной недостаточности); несколькими годами ранее умерли клавишник Patti Smith Group Ричард Сол и фотограф Роберт Мэплторп, с которым у Смит в 70-х годах был роман — «пластинка „Gone Again“ стала… посвящением всем близким, кто недавно ушёл (включая Роберта Мэпплторпа и Курта Кобейна)».
Памяти Кобейна Смит посвятила 3-ю песню из альбома — «About a Boy» (в заглавии обыгрывается название песни Nirvana «About a Girl»). Участие в альбоме стало последним прижизненным релизом музыканта Джеффа Бакли.
Стиль Gone Again во многом отличается от ранних альбомов Смит: музыка становится более спокойной, тихой и «прозрачной», во многих композициях чувствуется влияние фолка и этники.

## Список композиций
| #  | Название                     | Автор                           | Продолжительность |
| -- | ---------------------------- | ------------------------------- | ----------------- |
| 1  | «Gone Again»                 | Fred «Sonic» Smith, Patti Smith | 3:16              |
| 2  | «Beneath the Southern Cross» | Lenny Kaye, Patti Smith         | 4:35              |
| 3  | «About a Boy»                | Patti Smith                     | 8:15              |
| 4  | «My Madrigal»                | Luis Resto, Patti Smith         | 5:09              |
| 5  | «Summer Cannibals»           | Fred Smith, Patti Smith         | 4:10              |
| 6  | «Dead to the World»          | Patti Smith                     | 4:17              |
| 7  | «Wing»                       | Patti Smith                     | 4:53              |
| 8  | «Ravens»                     | Patti Smith                     | 3:56              |
| 9  | «Wicked Messenger»           | Bob Dylan                       | 3:49              |
| 10 | «Fireflies»                  | Oliver Ray, Patti Smith         | 9:33              |
| 11 | «Farewell Reel»              | Patti Smith                     | 3:54              |

## Позиции в чартах
| Страна             | Позиция |
| ------------------ | ------- |
| Австрия            | 21      |
| Франция            | 46      |
| Нидерланды         | 51      |
| Норвегия           | 33      |
| Швеция             | 18      |
| Швейцария          | 29      |
| Великобритания     | 44      |
| U.S. Billboard 200 | 55      |